# Jurek Bryła
Jurek Bryła (ur. 17 kwietnia 1956) – polski piłkarz, grający na pozycji obrońcy lub napastnika.

## Kariera
Na początku seniorskiej kariery grał w Retmanie Ulanów. W 1977 roku przeszedł do Stali Stalowa Wola, grającej w II lidze. W sezonie 1981/1982 z 12 golami został wicekrólem strzelców II ligi. W 1982 roku został piłkarzem Zagłębia Sosnowiec. W barwach tego klubu rozegrał 67 meczów w I lidze. W styczniu 1985 roku odszedł z klubu. Na dalszym etapie kariery grał również w Przemszy Siewierz.
Po zakończeniu kariery piłkarskiej był m.in. trenerem w Przemszy Siewierz. 

## Statystyki ligowe
| Sezon         | Klub               | Liga    | Mecze | Gole |
| ------------- | ------------------ | ------- | ----- | ---- |
| 1977/1978     | Stal Stalowa Wola  | II liga | ?     | ?    |
| 1978/1979     | Stal Stalowa Wola  | II liga | ?     | ?    |
| 1979/1980     | Stal Stalowa Wola  | II liga | ?     | ?    |
| 1980/1981     | Stal Stalowa Wola  | II liga | ?     | ?    |
| 1981/1982     | Stal Stalowa Wola  | II liga | ?     | 12   |
| 1982/1983     | Zagłębie Sosnowiec | I liga  | 25    | 0    |
| 1983/1984     | Zagłębie Sosnowiec | I liga  | 28    | 0    |
| 1984/1985 (j) | Zagłębie Sosnowiec | I liga  | 14    | 0    |